# Tom Wood (Fotograf)
Tom Wood (* 14. Januar 1951 in County Mayo, West-Irland) ist ein irischer Fotograf. 
Seine Fotografien wurden in zahlreichen Ausstellungen präsentiert und in mehreren Fotobüchern publiziert.

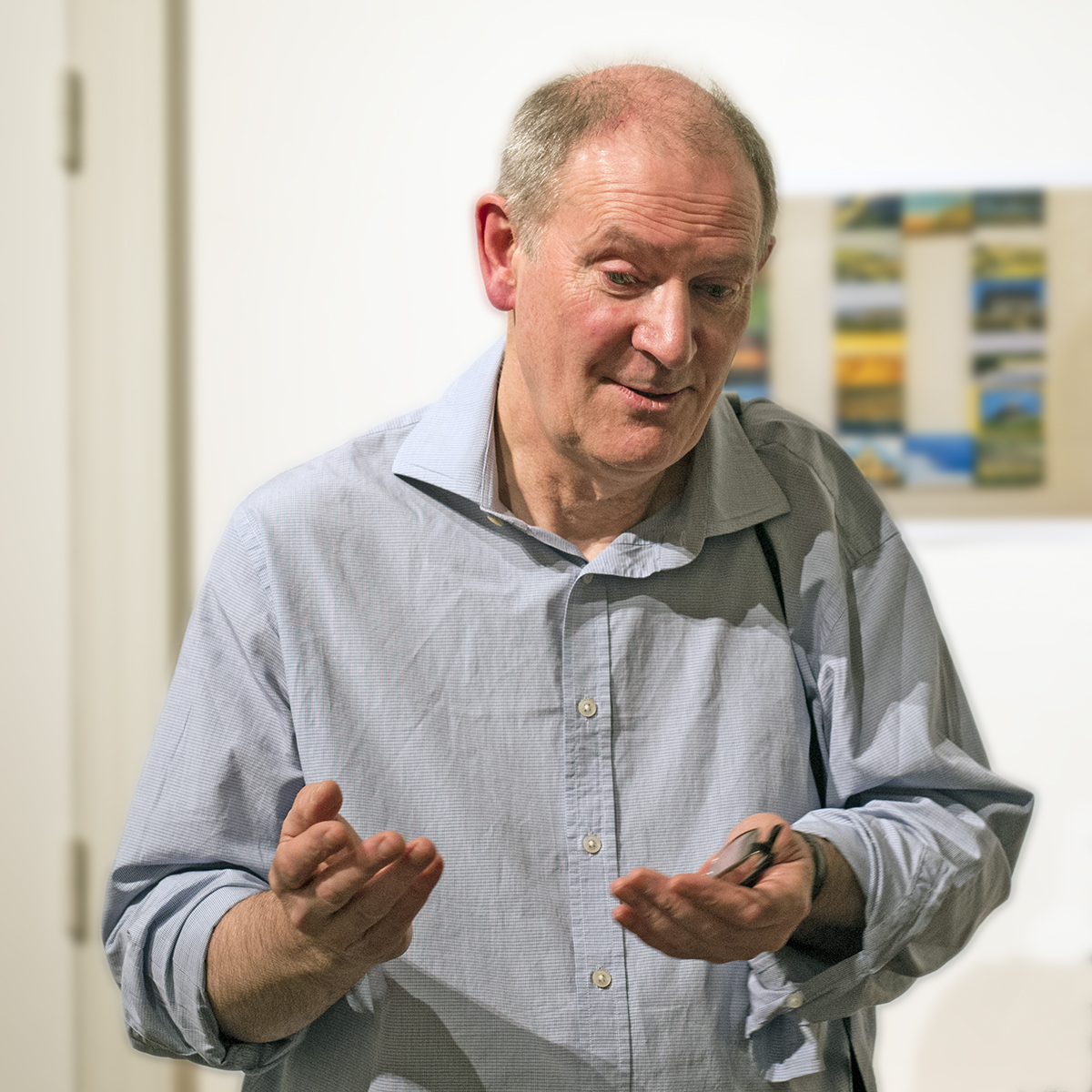
Tom Wood im Centre Culturel Irlandais, Paris, 12. November 2015

## Leben
Tom Wood studierte von 1973 bis 1976 Malerei (B.A.Hons.) an der Leicester Polytechnic. Er lebte zwischen 1978 und 2003 in Merseyside/Liverpool. Von 1980 bis 1984 war er Dozent für Fotografie am Liverpool Polytechnic & Southport College of Art, bis 1986 am Wirral Metropolitan College in Wallasey. Dort lehrte er dann bis 1998 Fine Art, Design und Fotografie, zwischen 1997 und 1998 war Wood auch P.T. Dozent für Fine Art und Grafik-Design an der John Moores University Liverpool.
Heute lebt er in Wales.

## Werk
Tom Wood's fotografische Arbeiten zeichnen sich durch einen direkten, offenen Blick auf seine Lebensumwelt aus. Seine oft langjährigen Projekte umkreisen den Alltag der Menschen, das klassische Porträt, Situationen auf der Straße und Zuhause, in den letzten Jahren auch Landschaften. Wood's Stil lässt sich als sozialdokumentarisch beschreiben, geht aber keinem festen Konzept nach. Seine Bilder entstehen spontan und sind unkonventionell komponiert. In den Serien erkennt man eine ehrliche und humorvolle Haltung des Fotografen, die bei aller Konfrontation nie den Respekt vor seinem Gegenüber verliert. In den letzten Jahren kombiniert er zunehmend Aufnahmen von Menschen aus dem persönlichen Umfeld mit welchen aus anderen Kontexten.
Wood arbeitet mit einer Kleinbildkamera im 35-mm-Format, benutzte aber auch Mittel- und Großformatkameras für Porträts. Bis Ende der 1980er Jahre fotografierte er meist auf Schwarz/Weiss-Negativfilm, danach auf Farbnegativfilm. Seit ein paar Jahren widmet er sich auch stärker der Landschaft und nimmt diese mit einer Panoramakamera auf.
Seine Fotografien, die mit Titel, Ort und Jahreszahl aufgelistet sind, präsentiert er in Ausstellungen und Fotobüchern, wobei er auch immer wieder alte und neue Bilder aus dem Archiv heraus kombiniert. Tom Wood ist in den Standardwerken Bystander. A History of Street Photography von Colin Westerbeck und Joel Meyerowitz (2. Aufl. Boston 2001) und The Photobook. A History - Volume 2 von Martin Parr und Gerry Badger (London 2006) vertreten.

## Zitate
"I think of a photograph as a receiver of sensation. Sensations are intangible, I try to organise them through the act of photography."
Tom Wood

## Einzelausstellungen (Auswahl)
- 1996 International Center of Photography, New York
- 1996 Galerie du Jour, Paris
- 1998 Museum of Modern Art, Oxford
- 1999 Galerie Thomas Zander, Köln
- 1999 Gallery of Photography, Dublin
- 2000 Thomas Erben Gallery, New York
- 2000 Kunstverein Ulm
- 2001 Suermondt-Ludwig-Museum, Aachen
- 2002 Städtische Galerie Wolfsburg
- 2002 Kasseler Kunstverein
- 2003 C/O Berlin
- 2004 Centre de la Photographie, Genève
- 2005 National Museum of Photography, Kobenhavn
- 2005 Fotografiemuseum FOAM, Amsterdam
- 2005 Le Château d'Eau, Toulouse
- 2005 Musée de l'Élysee, Lausanne
- 2006 Approach Gallery, London
- 2006 Galerie Thomas Zander, Köln
- 2011 Galerie Le Bleu du Ciel, Lyon
- 2011 Galerie Albrecht, Berlin
- 2012 Sit Down Galerie, Paris
- 2012 The Photographers Gallery, London
- 2013 National Media Museum, Bradford
- 2015 Centre Culturel Irlandais, Paris

## Gruppenausstellungen (Auswahl)
- 1994 Street Photography, Victoria & Albert Museum, London
- 1995 20 Modern British Photographs, Victoria & Albert Museum, London
- 1996 Blind Spot, Paolo Baldacci Gallery, New York
- 1996 Inside Out, Galerie du Jour, Paris
- 1999 Internationale Fototage, Herten
- 2000 Les Photographies Collectionnees par agnes b, Centre National de la Photographie, Paris
- 2001 The Sidewalk Never Ends, Art Institute of Chicago
- 2004 Rues/Strassen, Centre Culturel Suisse, Paris
- 2004 Wirklich wahr!, Ruhr Museum, Essen
- 2004 Relating to Photography, Fotografie Forum, Frankfurt
- 2004 Shrinking Cities, Kunst-Werke, Berlin
- 2006 24x36, Landesvertretung Rheinland-Pfalz, Berlin
- 2007 How We Are: Photographing Britain, Tate Britain, London
- 2007 Liverpool and the Avantgarde, Tate Liverpool
- 2008 Parrworld, Haus der Kunst, München
- 2008 Baby, Nederlands Fotomuseum, Rotterdam

## Preise (Auswahl)
- 1998 Terence Donovan Award, Royal Photographic Society, Bath, UK.
- 2002 Prix Dialogue de l'Humanité (Outreach Award), Rencontres d'Arles, France.

## Sammlungen
- Museum of Modern Art, New York
- International Center of Photography, New York
- Art Institute, Chicago
- National Museum of Photography, Copenhagen
- Victoria & Albert Museum, London
- British Council, London
- Walker Art Gallery, Liverpool
- National Media Museum, Bradford
- Städtische Galerie, Wolfsburg
- Deutsche Börse Photography Foundation, Frankfurt a. M.

## Publikationen (Auswahl)
- Looking for Love. Cornerhouse New York 1989
- All Zones Off Peak. (Text Mark Holborn) Dewi Lewis Publishing Stockport 1998.
- People. (Texte Lewis Biggs, Jürgen Kisters, Klaus Honnef und Hubertus von Amelunxen) Wienand Köln 1999.
- Tom Wood. (Katalog) Galerie im Bürgerhaus Neunkirchen/Saar 2000.
- Bus Odyssey. (Katalog; Text Sylvia Böhmer) Hatje Cantz Ostfildern-Ruit 2001.
- Not Only Female. (Katalog) Schaden Köln 2004
- Photie Man. (Katalog) Steidl Göttingen 2005.
- F/M (Female/Male). (Katalog; Text Gilles Verneret, Mark Durden) Galerie Le Bleu du Ciel & Éditions 205 Lyon 2011.
- Men and Women. (voraussichtl. Feb. 2013) Steidl Göttingen 2013.